# 聯邦緊急救助和建設法
聯邦緊急救助和建設法（Emergency Relief and Construction Act）是美国第一部重大救济法，在美國總統赫伯特·胡佛的推动下，於1932年7月21日颁布。
聯邦緊急救助和建設法允許美國聯邦政府設立復興金融公司，为美國的公共工程提供资金。布魯克林造船廠因此获得了880,000美元的拨款，其中的215,000美元用于维修屋顶、碼頭和鐵路系统。85.5万美元用于發電廠的維修。
1932年，根據聯邦緊急救助和建設法，联邦住房贷款银行成立。根据美國住房及城市發展部的说法，这是美國聯邦政府首次大規模介入住房领域。